# Saint-Jean-Pla-de-Corts
Saint-Jean-Pla-de-Corts (auf Katalanisch Sant Joan de Pladecorts) ist eine französische Gemeinde mit 2283 Einwohnern (Stand 1. Januar 2022) im Département Pyrénées-Orientales in der Region Okzitanien. Sie gehört zum Arrondissement Céret und zum Kanton Vallespir-Albères. Der Ort liegt im Tal des Flusses Tech.
Ein Teil der landwirtschaftlichen Flächen dient dem Weinbau und die Weinberge liegen innerhalb der geschützten Herkunftsbezeichnungen Rivesaltes, Muscat de Rivesaltes und Côtes du Roussillon.

## Geografie

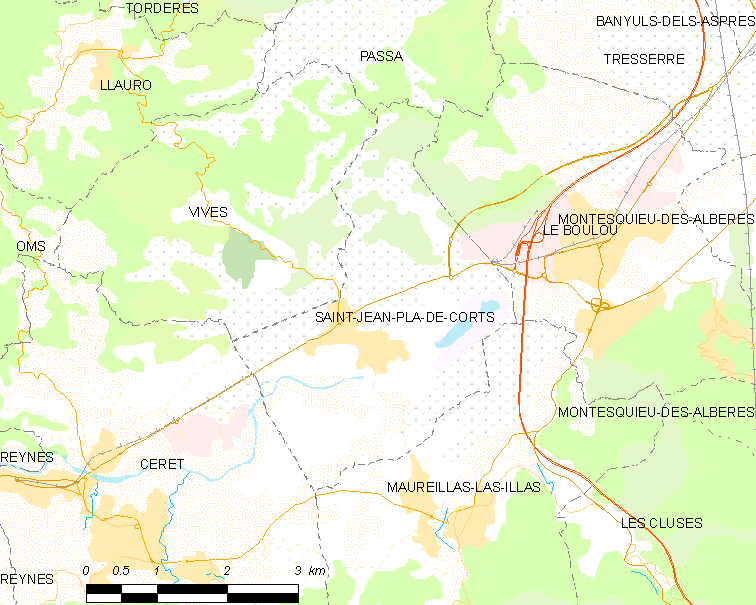
Karte von Saint-Jean-Pla-de-Corts

## Bürgermeister
- 1982–1989: Jean Patot
- seit 1989: Robert Garrabé

## Bevölkerungsentwicklung
- 1962: 0722
- 1968: 0743
- 1975: 0906
- 1982: 1040
- 1990: 1456
- 1999: 1775

Ab 1962 nur Einwohner mit Erstwohnsitz

1962–2008

## Persönlichkeiten
- Ludovic Massé (1900–1982), Schriftsteller